# Sherry
Sherry（シェリー）は、日本の女性2人組ボーカルグループ。藤賀事務所所属。

## 略歴
LDHとポニーキャニオンミュージックが合同で実施したオーディションによって結成された。グループ名のCASSISは、Creator Actress Singer Sistersという意味である。
2007年 - 2008年：CASSIS
- 2007年8月17日、6人組グループ「CASSIS」としてデビュー。
- 2008年5月、後藤真美が脱退し5人組となる。

2009年 - 現在：Sherry
- 2009年1月1日、事務所とレーベルを移籍しグループ名を「Sherry」に改名する。
- 2009年12月 、斉藤優子、山本沙友里が脱退し3人組となる。
- 2013年5月16日、鈴木蛍が脱退し2人組となる[2]。
- 2014年8月より、メンバー2人がダンスボーカルグループ「BeBeeLand」を兼任する[3][4]。

## メンバー
- KUROKI（黒木 晴香〔くろき はるか〕、1987年3月10日 - ）

宮崎県出身。血液型はO型。特技はダンス。
- HARUKA（片岡 春香〔かたおか はるか〕、1986年3月22日 - ）

大阪府出身。血液型はO型。趣味は妄想と猫探し。リーダー担当。
※現メンバーは2人とも名前が「はるか」であるが、現ユニット名に改称した際、黒木が片岡にじゃんけんで負けたため、上記の愛称となった。

### 元メンバー
- MAMI（後藤 真美〔ごとう まみ〕、1988年10月18日 - ）

北海道帯広市出身。2008年5月脱退。
- YUKO（斉藤 優子〔さいとう ゆうこ〕、1982年10月29日 - ）

東京都出身。2009年12月脱退。
- SAYURI（山本 沙友里〔やまもと さゆり〕、1987年2月18日 - ）

宮崎県出身。2009年12月脱退。
- HOTARU（鈴木 蛍〔すずき ほたる〕、1987年4月24日 - ）

北海道士別市出身。血液型はA型。身長：161cm。姉が1人いる。
特技はテニスとピアノ。中学時代はテニス部のキャプテンを務めていた。
2011年、D1グランプリのイメージガール「D Sign」にタレントの小林アナと共に選ばれる。
2013年5月16日に脱退。現在はソロでタレント業に専念している。

## ディスコグラフィー

### シングル
CASSIS名義
1. LOVE AUTOMATIC（2007年8月17日）
  1. LOVE AUTOMATIC
  2. Yeah!Be my own love
  3. STAND UP
  4. LOVE AUTOMATIC(KARAOKE)
2. Magic C（2007年11月21日）
  1. Magic C
  2. Love So Serious
  3. Sweet Melody
  4. Magic C(instrumental)

sherry名義
1. ロマンティックあげるよ （2009年4月22日）
  1. ロマンティックあげるよ
  2. SEPARATE 	　
  3. SEPARATE＜ajapai goes to Brazil remix＞
2. Shinalize （2010年7月28日／UZCL-1004）
  1. Shinalize
  2. Maybe
  3. Shinalize <instrumental>
  4. Maybe <instrumental>
3. First One（2010年12月1日／UZCL-1011）
  1. First One
  2. perfect danger
  3. First One <instrumental>
  4. perfect danger <instrumental>

## 出演

### テレビ
- 火星から来た蜘蛛の群れとグラマラスエンジェル（2007年9月29日、フジテレビ）　※黒木、片岡、後藤、鈴木が出演
- ブザー・ビート〜崖っぷちのヒーロー〜（2009年7月-9月、フジテレビ） - チアリーダー役 ※第2話以降は本名で出演
- しぇいけんBABY! -Shakespeare Syndrome-（2010年1月3日、フジテレビ） - 藤井小百合 役 ※鈴木蛍のみ出演
- 警部補 矢部謙三（2010年4月30日、テレビ朝日）※黒木晴香のみ出演
- うたなび!（2010年7月-） - メンバーが月替わりで出演

### ラジオ
- GIRLS♥GIRLS♥GIRLS「シェリスタ! -Sherry's Studio-」（2011年4月-2012年8月、FM FUJI）

### 舞台
- ウサニ（2012年8月3日-26日、ル テアトル銀座 by PARCO） - ヘビイチゴの精霊役